# Il Re dei campi
Il Re dei campi (titolo originale Kenig fun di Felder) è un romanzo di Isaac Bashevis Singer, pubblicato in italiano nel 1990, scritto in lingua yiddish, tradotto in inglese dall'autore e pubblicato da Farrar, Straus & Giroux nel 1988 con il titolo The King of the Fields. Il tema è quello delle religioni pagana, ebraica e cristiana a confronto, con i miti e le storie pre-medioevali della Polonia, le sue credenze, i rapporti uomo-donna, le lotte per la sopravvivenza, le crudeltà che sono nella storia e nella condizione umana.

## Trama
In 12 capitoli, l'autore racconta il passaggio dall'età dei cacciatori-raccoglitori a quella dell'agricoltura di una terra chiamata Pola, ovvero "campo", da cui viene il nome Polonia. Nella valle della Vistola, attaccati e uccisi dal tiranno Krol Rudy, i paesani vengono conquistati o se ribelli soccombono, tranne Cybula e pochi altri che si rifugiano nelle montagne. Dato che il primo ha bisogno di uomini per raccogliere il grano, decide di fare pace e Cybula torna nel villaggio, dandogli in sposa la figlia Laska. Un altro personaggio, Ben Dosà, calzolaio ambulante incontrato in città, lo introduce all'ebrasimo. Cybula però subisce il mondo dei goym, tumultuoso e arrogante, mentre si domanda filosoficamente il senso dell'universo, il perché delle superstizioni e della violenza umana. Una donna tartara viene accusata, si scatena il pregiudizio e l'odio razziale. Allora Cybula torna nei boschi, con Yagoda, figlia della sua amante Kora (vedova di un suo amico), aspettando solo di morire.

## Edizioni italiane
- trad. dall'inglese di Mariagrazia Oddera, Longanesi (collana "La gaja scienza" n. 300), Milano, 1990 ISBN 88-304-0933-2
- stessa trad. in ed. economica, TEA (coll. "TEAdue" n. 436), Milano, 1998 ISBN 88-7819-981-8